# Bar (obwód winnicki)
Bar (ukr. Бар; dawniej Rów) – miasto na Ukrainie, w obwodzie winnickim, w rejonie żmeryńskim, siedziba hromady
Bar leży na Wyżynie Podolskiej, na lewym brzegu Rowu; miasto królewskie, położone na Podolu, lokowane w 1453 i relokowane w latach 1538–1540, do II rozbioru Polski (1793) leżało w województwie podolskim; w 1768 w Barze zawiązano konfederację barską.

## Historia

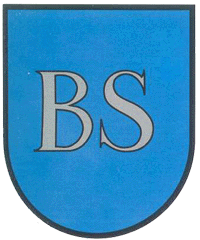
Herb Baru z inicjałami Bony Sforzy z 1540

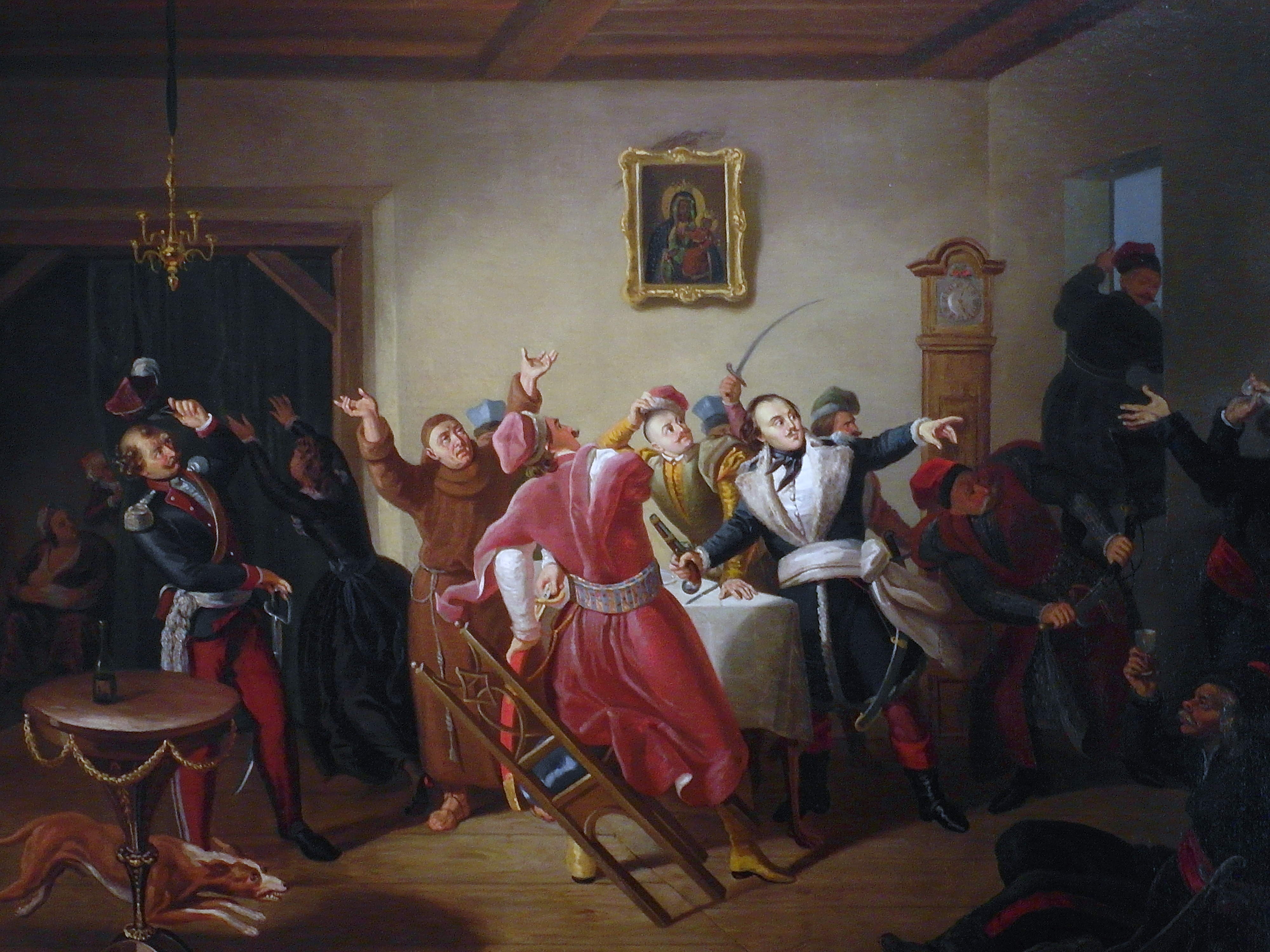
Pułaski w Barze, obraz K. Szlegla

- Do połowy XVI wieku wieś znajdująca się w tym miejscu nosiła nazwę Rów i należała do rodu Odrowążów. Stanisław II Odrowąż i jego żona księżna Anna mazowiecka zostali pozwani przed sąd przez królową Bonę za obrazę majestatu, w konsekwencji wyrokiem sądu zostali pozbawieni w lutym 1537 roku włości mazowieckich, starostwa lwowskiego i samborskiego oraz Rowu, które przekazano królowej Bonie. Ta na pamiątkę swojego rodzinnego księstwa-miasta Bari we Włoszech przemianowała Rów na Bar.
- 1538 – przywilej króla Zygmunta Starego na budowę zamku w Barze.
- 1540 – przywilej króla Zygmunta Starego na założenie na surowym korzeniu miasta.
- 1540 – Zygmunt I Stary nadał osadzie prawa miejskie magdeburskie, a starostą barskim został Bernard Pretwicz, który na zamku w Barze założył bazę operacyjną przeciwko Tatarom.
- 1542 – burgrabią zamku w Barze był Stanisław Bagieński.
- 1565 – starosta drohobycki Wojciech Starzechowski na polecenie króla rozpoczął w północnej części miasta budowę nowego murowanego zamku z czterema basztami. Na ten cel przeznaczono 1000 florenów ze skarbu królewskiego.
- 1566 – przywilej króla Zygmunta Starego regulujący organizację rozbudowy zamku.
- 1576 – król Stefan Batory nadał przywilej, w którym zgadza się na połączenie w jeden organizm miejski miasta „lackiego”, „ruskiego” i „czeremińskiego”.
- 1635 – Bar uzyskał prawo składu[4].
- 1637–1648 – w Barze mieścił się jeden z arsenałów artylerii koronnej.
- sierpień 1648 – zdobycie Baru przez powstańców kozackich Maksyma Krzywonosa. W czasie powstania Chmielnickiego Bar kilkukrotnie przechodził z rąk do rąk.
- 1672–1699 – nominalnie w posiadaniu Turcji po pokoju w Buczaczu.
- listopad 1674 – zwycięskie oblężenie twierdzy przez wojska Jana Sobieskiego.
- 1676 – wzmianka o arsenale.
- czerwiec 1678 – wycofanie wojsk polskich z twierdzy[5].
- 1759 - książę Antoni Benedykt Lubomirski funduje klasztor karmelitów, którego przełożonym zostaje ks. Marek Jandowicz (Jandołowicz)[6].
- 29 lutego 1768 – zawiązanie konfederacji barskiej.
- 19 czerwca 1768 – obrona Baru przez konfederatów przed wojskami rosyjskimi.
- od 1793 pod zaborem rosyjskim.
- 1922–1991 w ZSRR.
- 20 grudnia 1941 – Niemcy utworzyli getto dla żydowskich mieszkańców. Przebywało w nim około 5000 osób.
- 15 października 1942 – likwidacja getta, Niemcy mordują około 2500 Żydów
- od 1991 w niepodległej Ukrainie.

## Zabytki
- zamek[7]
- Klasztor karmelitów z XVII – XVIII w., barokowy. Obecnie klasztor benedyktynek misjonarek
- Kościół św. Anny z 1811 roku, neogotycki
- Kolegium jezuickie (w ruinie, założone przez Stanisława Żółkiewskiego między 1610 a 1614[8])
- Cerkiew Zaśnięcia Matki Bożej

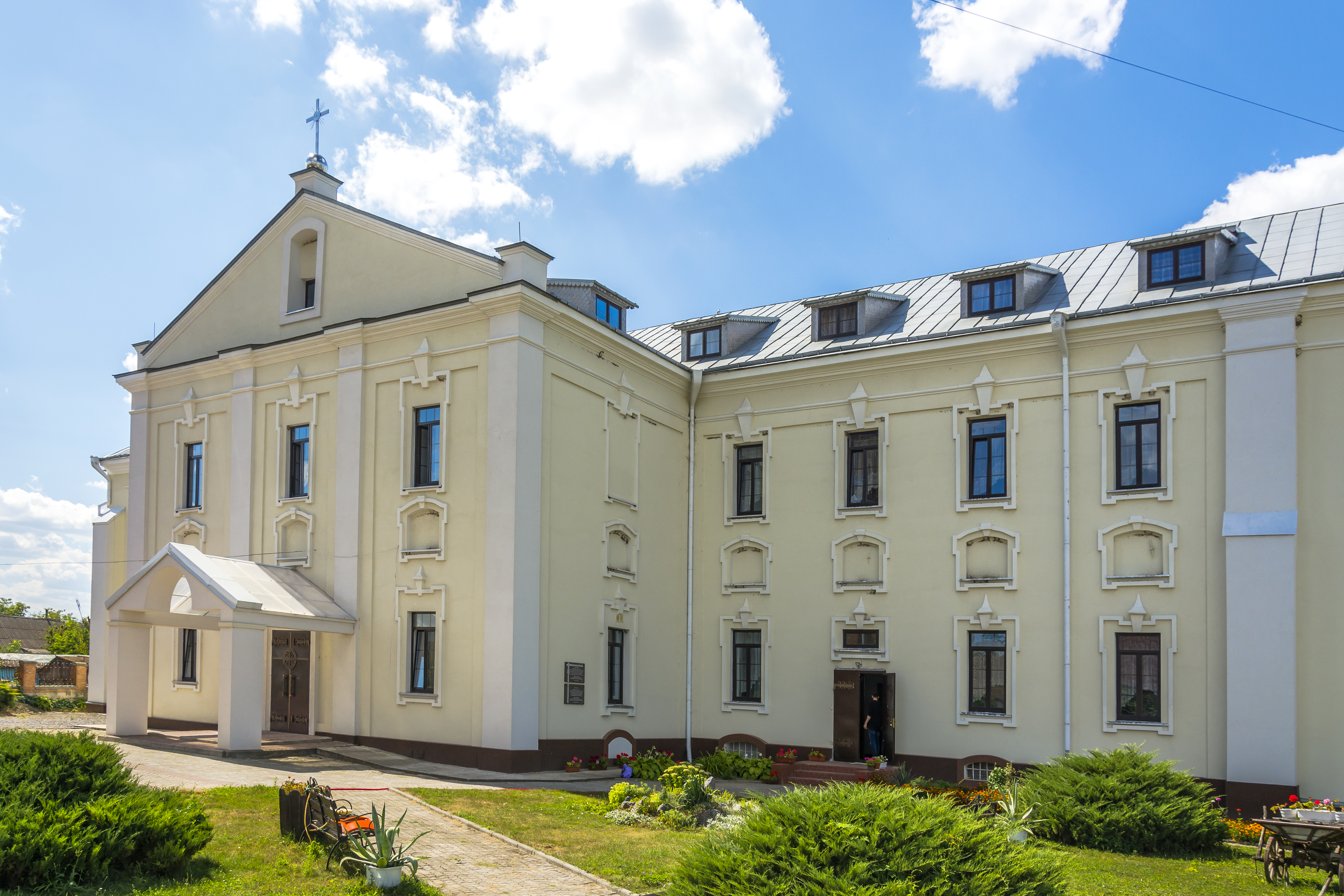
Klasztor karmelitów, obecnie benedyktynek
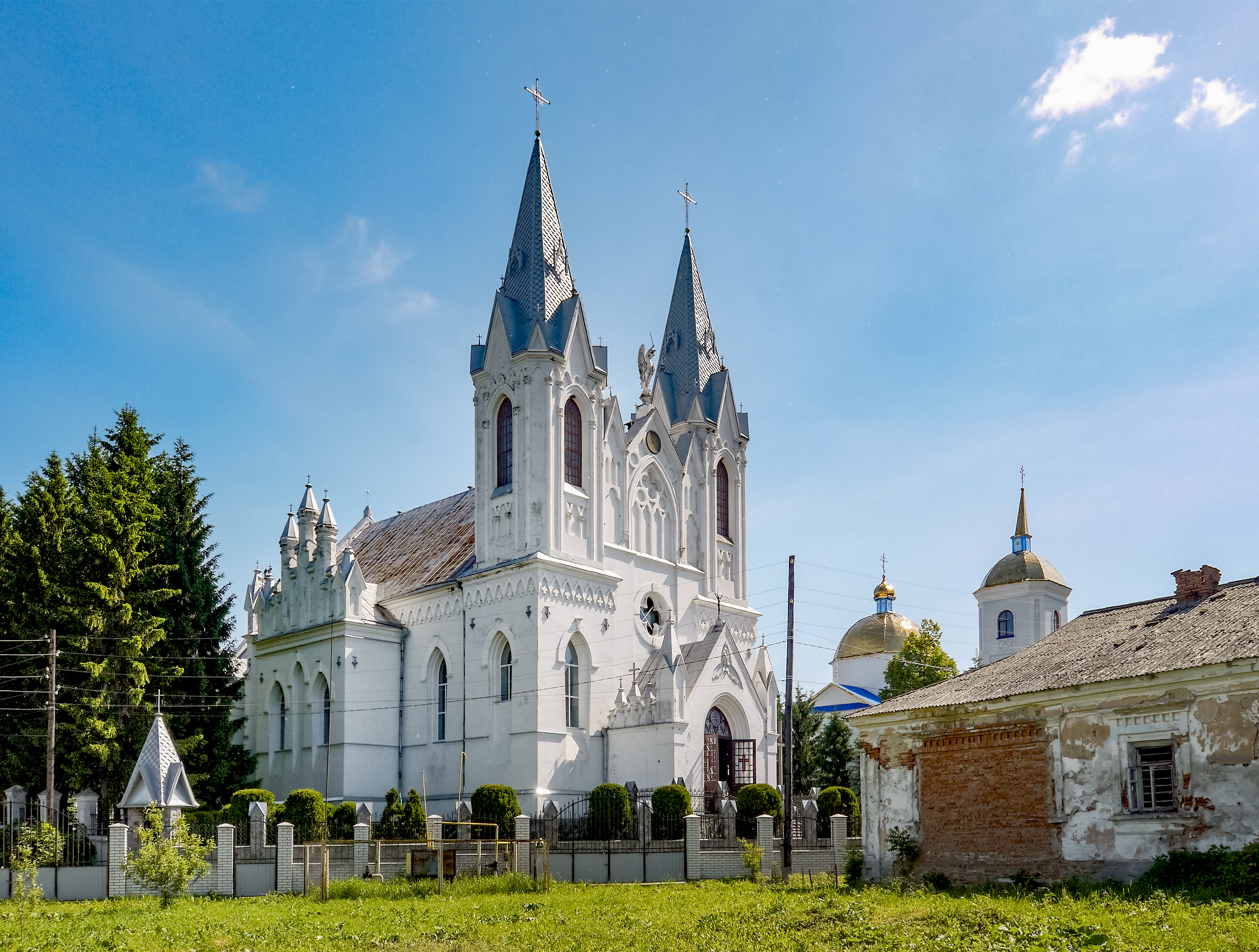
Kościół św. Anny
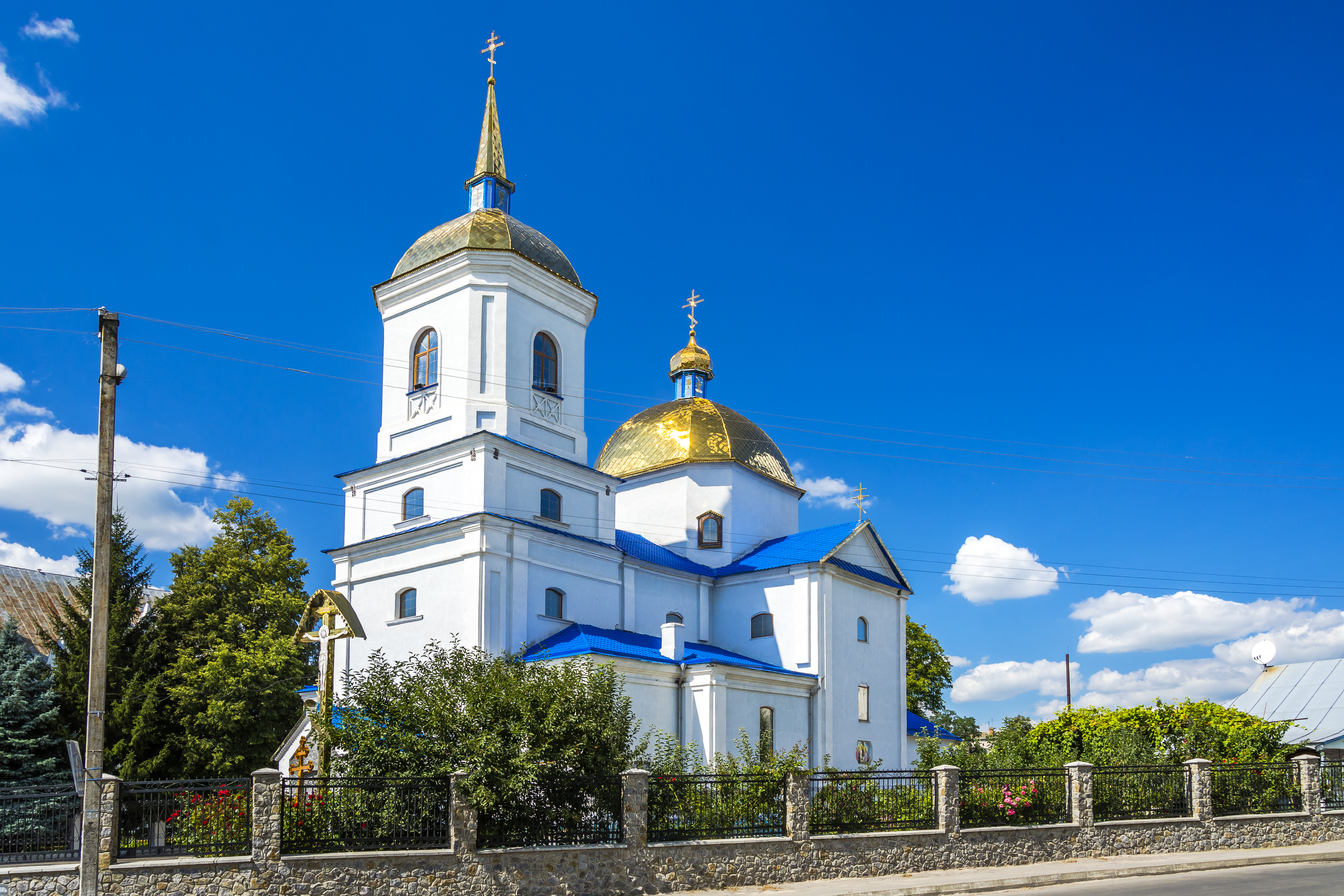
Cerkiew Zaśnięcia Matki Bożej

## Gospodarka
W mieście rozwinął się przemysł maszynowy, spożywczy oraz odzieżowy.

## Urodzeni w Barze
- Wiktor Buniakowski – rosyjski matematyk
- Marceli Cerklewicz – major piechoty Wojska Polskiego
- Batszewa Kacnelson – izraelski polityk
- Leon Mały – polski biskup pomocniczy archidiecezji lwowskiej obrządku łacińskiego
- Rusłan Lubarski – ukraiński piłkarz

## Miasta partnerskie
- Kwidzyn
- Rybnik

## Literatura
- Antoni Józef Rolle, Zameczki podolskie na kresach multańskich, t. III, Warszawa 1880, s. 109.
- Marek A. Koprowski: Czy Bar wróci do korzeni?. Kresy, 2008-08-05. [dostęp 2010-12-05].